# Ластовецька Тетяна Семенівна
Тетяна Семенівна Ластовецька (? — ?) — українська радянська діячка, новатор виробництва, апаратниця Горлівського хімічного заводу Донецької області. Депутат Верховної Ради УРСР 7-го скликання.

## Біографія
На 1967 рік — апаратниця Горлівського хімічного заводу Донецької області.

## Нагороди
- ордени
- медалі